# Lucio Dalla

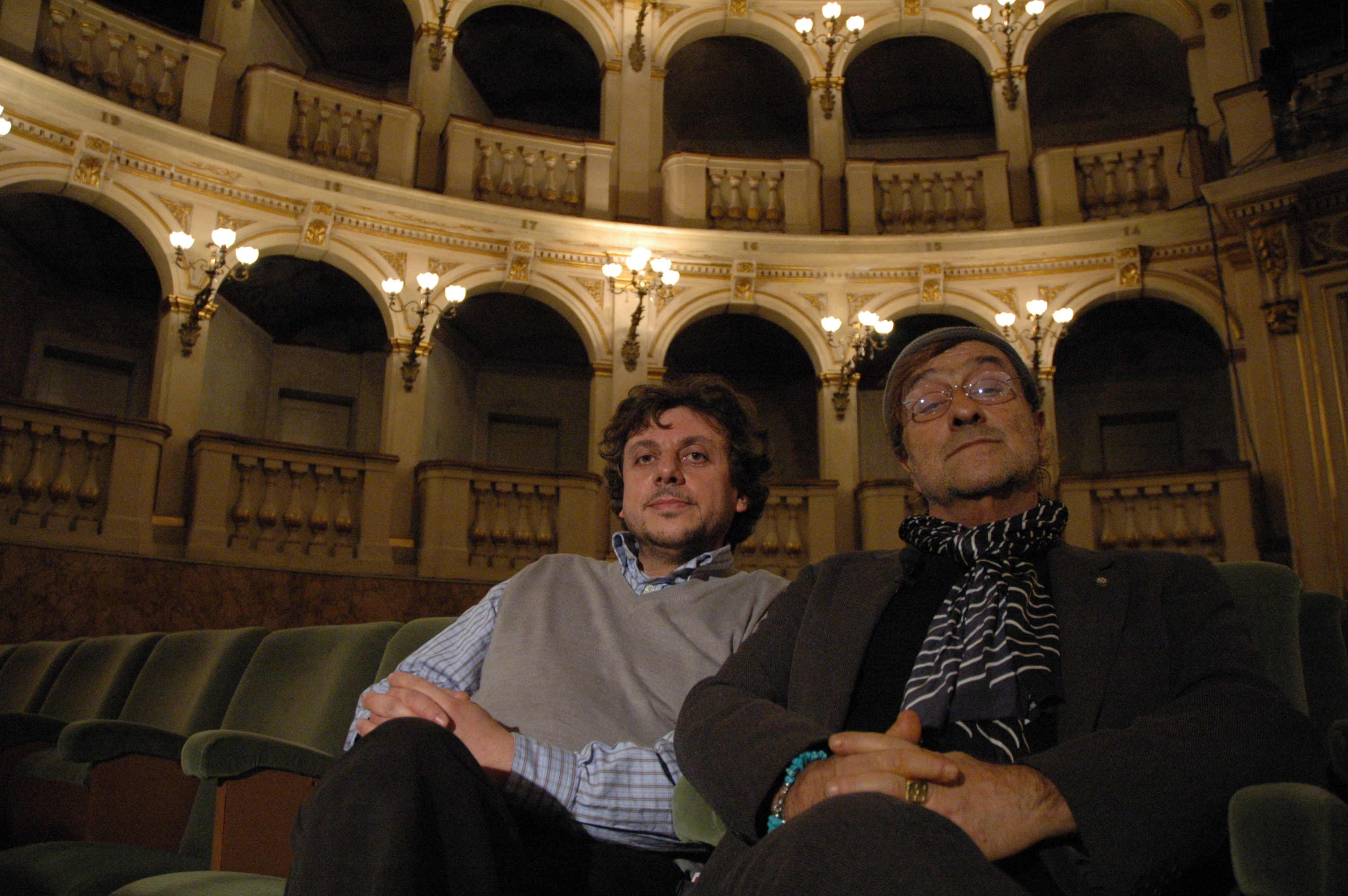
Lucio Dalla (D.) în Teatro Massimo, în Palermo, lângă producătorul de muzică Gianluigi Salvioni (S.)

Lucio Dalla, OMRI (n. 4 martie 1943, Bologna, Italia – d. 1 martie 2012, Montreux, cantonul Vaud, Elveția) a fost un actor, muzician și cantautor italian. De asemenea a cântat la clarinet și clape.
Dalla a compus „Caruso” (1986) , o melodie dedicată tenorului italian Enrico Caruso, care este cântată de mai mulți artiști internaționali cum ar fi: Luciano Pavarotti și Julio Iglesias. Versiunea cântată de Pavarotti s-a vândut în peste 9 milioane de copii, iar o altă versiune cântată de Andrea Bocelli, a fost inclusă pe primul său album internațional, Romanza, care s-a vândut în peste 20 de milioane de copii în toată lumea.